# Moviment Sionista Americà
El Moviment Sionista Americà (en anglès: American Zionist Movement) o (AZM) és una federació nord-americana de grups sionistes que estan afiliats a l'Organització Sionista Mundial. Segons la seva missió, la AZM està compromesa amb el sionisme: és a dir, la idea que el poble jueu té una història compartida, uns valors compartits i un idioma compartit.
El Moviment Sionista Americà va ser fundat en 1993 com una organització successora de la Federació Sionista Americana. Des de llavors, la AZM ha estat el representant oficial de l'Organització Sionista Mundial en els Estats Units i aquesta organització està a càrrec de dur a terme eleccions i enviar delegats al Congrés Sionista Mundial que té lloc a Jerusalem cada quatre anys.
La AZM s'adhereix als cinc principis del Programa de Jerusalem:
1) La unitat del poble jueu i la centralitat d'Israel en la vida jueva;
2) La reunió del poble jueu en la seva pàtria històrica, la Terra d'Israel, a través de la immigració jueva (Aliyyà) procedent de tots els països;
3) L'enfortiment de l'Estat d'Israel basat en una visió profètica de justícia i pau;
4) La preservació de la identitat del poble jueu a través del foment de l'educació jueva i sionista en hebreu i la promoció dels valors culturals jueus;
5) La protecció dels drets dels jueus a tot el món.

## Organitzacions que formen part de la AZM
- Ameinu
- American Forum of Russian Speaking Jewry
- AMIT Children Inc.
- Associació de sionistes reformistes d'Amèrica (ARZA)
- Aytzim / Green Alliance
- B'nai B'rith
- Districte sionista de Baltimore
- Emunah of America
- Federació jueva reconstruccionista
- Fons Nacional Jueu
- Fundació Bnai Zion
- Fundació Israel Forever
- Hadassah, l'organització de dones sionistes d'Amèrica
- Herut, en els Estats Units
- Tzofim / Amics dels escoltes d'Israel
- Mercaz USA
- Na'amat en els Estats Units
- Organització Sionista d'Amèrica (ZOA)
- Sionistes Religiosos d'Amèrica (RZA)
- Socis per un Israel Progressista (Partners for Progressive Israel)[1]